# Liste des sites Ramsar en République centrafricaine
Cet article recense les zones humides de République centrafricaine concernées par la convention de Ramsar.

## Statistiques
La convention de Ramsar est entrée en vigueur en République centrafricaine le 5 avril 2006.
En janvier 2020, le pays compte deux sites Ramsar, couvrant une superficie de 3 763 km2.

## Liste
| Site                                               | Préfecture            | Notes | Date            | Superficie (km²) | Altitude (m) | Identifiant Ramsar | Identifiant WDPA | Coordonnées                      | Photo |
| -------------------------------------------------- | --------------------- | ----- | --------------- | ---------------- | ------------ | ------------------ | ---------------- | -------------------------------- | ----- |
| Les rivières de Mbaéré-Bodingué                    | Sangha-Mbaéré, Lobaye |       | 5 décembre 2005 | 1 013,00         |              | 1590               | 902803           | 3° 49′ 59″ nord, 17° 49′ 59″ est |       |
| Riviere Sangha située en République centrafricaine | Sangha-Mbaéré         |       | 5 novembre 2009 | 2 750,00         | 405 - 629    | 1889               | 555542690        | 2° 40′ 01″ nord, 16° 15′ 00″ est |       |